# Margaret Lindsay Huggins
Margaret Lindsay Huggins née Margaret Lindsay Murray (Dublin, 14 août 1848 - Londres, 24 mars 1915)  est une astronome et scientifique irlandaise. Avec son mari, William Huggins, elle est un pionnier du domaine de la spectroscopie.
La mère de Huggins décède lorsqu'elle est encore jeune et son père se remarie. Son grand-père lui enseigne les constellations, connaissances qu'elle complète par ses propres lectures. Dès son mariage en 1875 avec William Huggins, le couple publie ses travaux conjointement. Elle participe en particulier aux observations à l'oeuil de la nébuleuse d'Orion, dont le rapport est publié par le couple en 1889. C'est Margaret Huggins qui propose de nommer l'élément inconnu responsable de raies nébulaires vertes intenses "nebulium".
Elle a aussi contribué à la 11e édition de l'Encyclopædia Britannica, en 1911.

## Honneur
L'astéroïde (50725) Margarethuggins a été nommé en son honneur.